# Nowa Wjeska
Nowa Wjeska (německy Neudörfel) je vesnice, místní část obce Räckelwitz v Horní Lužici v německé spolkové zemi Sasko. Nachází se v zemském okrese Budyšín a má 167 obyvatel.

## Historie
První zmínka pochází z roku 1617. Od roku 1974 je přičleněna k obci Räckelwitz. Vesnice náleží do centrální části lužickosrbského osídlení.

## Geografie
Vesnice leží na říčce Klášterní voda, ve střední poloze zemského okresu Budyšín, poblíž dálnice A4 a dálniční křižovatky 88a.

## Osobnosti
- Benedikt Dyrlich (* 1950) – spisovatel, politik, novinář, šéfredaktor listu Serbske Nowiny
- Stanisław Tilich (* 1959) – politik, bývalý třetí premiér Svobodného státu Sasko